# Etiopska Unia Demokratyczna
Etiopska Unia Demokratyczna – niewielka partia polityczna i ugrupowanie rebelianckie działające w Etiopii po zamachu stanu z 1974 roku.
Etiopska Unia Demokratyczna założona została po zamachu stanu z 1974 roku i objęciu władzy przez Derg. Dysponowała własnymi oddziałami partyzanckimi działającymi w Tigraj. Twórcą Unii był potomek obalonego cesarza Hajle Syllasje I, Mengesz Syjum i kilku generałów armii. W 1991 roku przeistoczyła się w legalnie działająca partię i przyjęła liberalno-republikańskie poglądy.